# Shelly Johnson (direttore della fotografia)
Shelly Johnson (Santa Rosa, 27 aprile 1960) è un direttore della fotografia statunitense.
Ha collaborato spesso con il regista Joe Johnston ,lavorando in film come Jurassic Park III, Wolfman e Captain America - Il primo Vendicatore
Johnson è cresciuto a Pasadena dove ha frequentato la Blair High School e si laurea alla Art Center College of Design sempre di Pasadena nel 1980. Inizia la sua carriera facendo il direttore della fotografia per il film A servizio ereditiera offresi uscito nel 1987. Prosegue la sua attività lavorando in molti film TV come Una bambina da salvare per il quale ha avuto una nomination per un premio della ASC. Ritorna al cinema nel 1991 lavorando per il film Tartarughe Ninja II - Il segreto di Ooze. Successivamente torna a lavorare per la televisione sia in film TV che in miniserie come Shining remake del celebre film omonimo di Stanley Kubrick. Nel 1998 riceve un'altra nomination dalla ASC per il suo lavoro nel film TV The Inheritance diretto da Bobby Roth. Una terza nomination gli viene attribuita nel 2001 per il suo lavoro nell'episodio L'addio non esiste della serie TV The Others. Quello stesso anno inizia la collaborazione con Joe Johnston lavorando nel terzo capitolo del franchise Jurassic Park. Con questo film inizia a lavorare per le grandi produzioni hollywoodiane come Il castello, Oceano di fuoco - Hidalgo, Sky High - Scuola di superpoteri, La coniglietta di casa, Wolfman o Captain America - Il primo Vendicatore. È membro della American Society of Cinematographers.

## Filmografia parziale

### Direttore della fotografia
- Misteriose forme di vita, regia di Robert Collector (1987)
- A servizio ereditiera offresi, regia di Amy Holden Jones (1987)
- Una bambina da salvare, regia di Mel Damski - film TV (1989)
- Tartarughe Ninja II - Il segreto di Ooze, regia di Michael Pressman (1991)
- Amanda, regia di Bobby Roth (1996)
- I racconti di Quicksilver, regia di Mick Garris - film TV (1997)
- Shining, regia di Mick Garris (1997) - miniserie TV
- A Natale tutto è possibile, regia di Michael Pressman (1999) - film TV
- Jurassic Park III, regia di Joe Johnston (2001)
- Il castello, regia di Rod Lurie (2001)
- Oceano di fuoco - Hidalgo, regia di Joe Johnston (2004)
- Sky High - Scuola di superpoteri, regia di Mike Mitchell (2005)
- La coniglietta di casa, regia di Fred Wolf (2008)
- Wolfman, regia di Joe Johnston (2010)
- Captain America - Il primo Vendicatore, regia di Joe Johnston (2011)
- I mercenari 2, regia di Simon West (2012)
- Percy Jackson e gli dei dell'Olimpo - Il mare dei mostri, regia di Thor Freudenthal (2013)
- Joker - Wild Card, regia di Simon West (2015)
- Man Down, regia di Dito Montiel (2015)
- Quando un padre, regia di Mark Williams (2016)
- The LEGO Movie 2 - Una nuova avventura (The Lego Movie 2: The Second Part), regia di Mike Mitchell (2019)
- Greyhound - Il nemico invisibile (Greyhound), regia di Aaron Schneider (2020)
- Honest Thief, regia di Mark Williams (2020)